# Курганов, Алексей Сергеевич
Алексей Сергеевич Курганов (9 мая 1990, Андреево, Владимирская область — 7 марта 2022, Украина) — российский военнослужащий, капитан. Командир разведывательной роты 137-го гвардейского парашютно-десантного Рязанского полка 106-й гвардейской воздушно-десантной Тульской дивизии Воздушно-десантных войск. Герой Российской Федерации (посмертно, 2022).

## Биография
Родился 9 мая 1990 года в посёлке Андреево Судогодского района Владимирской области.
Получил среднее образование. С 2007 года — на военной службе. Поступил в Рязанское гвардейское высшее воздушно-десантное командное училище имени генерала армии В. Ф. Маргелова (РВВДКУ), которое окончил в 2012 году.
После окончания РВВДКУ с 2012 года служил в 137-м гвардейском парашютно-десантном Рязанском (с 2015 года) ордена Красной Звезды Кубанском казачьем полку 106-й гвардейской воздушно-десантной Тульской Краснознамённой ордена Кутузова дивизии в городе Рязань, где занимал должности командира парашютно-десантного и разведывательного взводов, заместителя командира, а с 2020 года — командира разведывательной роты.
Участник военной операции в Сирии, проводимой Россией с 2015 года.
С 24 февраля 2022 года в составе своего подразделения принимал участие во вторжении России на Украину. Погиб в бою 7 марта 2022 года.
«За мужество и героизм, проявленные при исполнении воинского долга», Указом Президента Российской Федерации от 31 марта 2022 года капитану Курганову Алексею Сергеевичу присвоено звание Героя Российской Федерации (посмертно).
Похоронен на кладбище посёлка Андреево Судогодского района Владимирской области.
20 апреля в РВВДКУ состоялась церемония вручения Золотой звезды Героя Российской Федерации семье Курганова. Награду его вдове вручил заместитель председателя Совета ветеранов Воздушно-десантных войск генерал-лейтенант С. М. Кудинов.

## Память
Постановлением 18 июля 2022 года №1324 администрации Судогодского района Владимирской области школе в поселке Андреево, в которой учился будущий военнослужащий, в июле 2022 года присвоено его имя. На школе будет открыта мемориальная доска.
В августе 2023 года в Рязани был установлен его бюст.

## Награды
- Герой Российской Федерации (2022)
- Медаль ордена «За заслуги перед Отечеством» 2-й степени с мечами (2020)
- Ведомственные медали Министерства обороны Российской Федерации[3]